# Кадая 1-я
Кадая́ 1-я — село в Калганском районе Забайкальского края, входящее в состав сельского поселения «Кадаинское».

## География
Село находится в восточной части района на расстоянии примерно 26 километров (по прямой) на восток от села Калга.
Климат
Климат характеризуется как резко континентальный. Средняя температура самого холодного месяца (января) составляет −26 — −28°С, температура самого тёплого (июля) — 18 — 20°С. Среднегодовое количество атмосферных осадков составляет 350—500 мм.

## Население
| 2021 |
| ---- |
| 0    |

## История
Решение о создании нового села путём выделения части территории села Кадая в отдельный населенный пункт было принято в 2013 году, предполагая наименование Кадая 2-я. В 2018 году было принято решение об изменении предполагаемого названия на Кадая 1-я. 
Распоряжением Правительства России от 11 октября 2018 года № 2186-р, новообразованному селу присвоено наименование Кадая 1-я.